# Nougat Chabert et Guillot
Nougat Chabert et Guillot est une entreprise de l'industrie agroalimentaire spécialisée dans la fabrication de confiseries dont une version de nougat de Montélimar.

## Historique
L'histoire de la famille Chabert, nougatiers, à Montélimar, remonte à la fin du XVIIIe siècle.
À cette époque, Alexandre Chabert, puis son fils Ernest, pâtissiers, confectionnent des nougat blanc et noir à l'occasion des fêtes de Noël, le nougat faisant partie des 13 desserts.
À leur suite, Charles Chabert, décide non seulement de sauvegarder ce savoir-faire et cette tradition, mais également de lui donner une nouvelle vitalité. Pour ce faire, il s’associe en 1913 à son beau-frère Henri Guillot. Ensemble, ils décident d’organiser la fabrication du nougat à l’échelle industrielle.
Ils achetènt une vieille usine à gaz située en centre-ville, la transforment et l’équipent. Ils devenaient ainsi le chef de file des confiseurs de la ville, qui sont alors au nombre de 25 au début du siècle.
Puis, ce fut Pierre Chabert qui développe la société et crée le groupement d’intérêt économique Internougat réunissant ainsi tous les nougatiers de la ville, pour vendre du nougat sur l’autoroute A7, entre les sorties nord et sud de Montélimar.
Didier Chabert, son fils, après une carrière de 10 ans dans l’hôtellerie (Groupe Accor), est depuis 1985 Président de “Nougat Chabert& Guillot S.A.”. Il est l’arrière-arrière-petit-fils d'Alexandre Chabert, un des fondateurs, et représente ainsi la 5e génération de la famille Chabert, nougatiers à Montélimar.
En 1987/1988, l’entreprise a investi 10 millions de francs pour se doter d’un outil de transformation entièrement automatisé, étudié et créé spécialement pour ses besoins. Cette nouvelle chaîne fabrique 4  à   10 tonnes de nougat par jour alors que l’ancienne méthode qui consistait à fabriquer le nougat dans des cuves en cuivre, permettait tout juste d’atteindre 2 tonnes par jour.
En 1992, il crée du nougat liquide, qu'il appelle commercialement « crème de nougat de Montélimar» , proposant le nougat en tant qu’ingrédient pour la pâtisserie et les glaces.
Il obtient en 1991, le changement de nom de la rue dans laquelle l’usine est située rue Charles-Chabert, afin de commémorer son grand-père, fondateur de l’entreprise. Par la même occasion, la société dénommée E.D.N. S.A. (Entreprise de Nougat) décida de retrouver son enseigne d’origine “NOUGAT Chabert et Guillot S.A.” afin que le nom s’identifie à l’image de marque de la Société. 
En 1995, Didier Chabert est le premier[réf. nécessaire] nougatier à développer la mise en place d’un système d’assurance qualité en vue de la certification ISO 9002. La certification ISO 9002 est obtenue en mai 1998, année des 150 ans de l’entreprise[réf. nécessaire].
En 1997, la société, chef de file dans le secteur du nougat de Montélimar, voulant se développer à l’échelon mondial, recherche des alliances avec un grand groupe. De son côté, la raffinerie Tirlemontoise SA, 1er sucrier belge, elle-même filiale de Südzucker, 1er sucrier européen, souhaitait poursuivre ses efforts d’investissements pour le marché des ingrédients pour pâtisserie.
En octobre 1997, union de la société avec le chef de file européen en volume de sucre fabriqué pour la poursuite commune et le développement de nombreux produits sous la marque des filiales du groupe : “SURAFTI ".

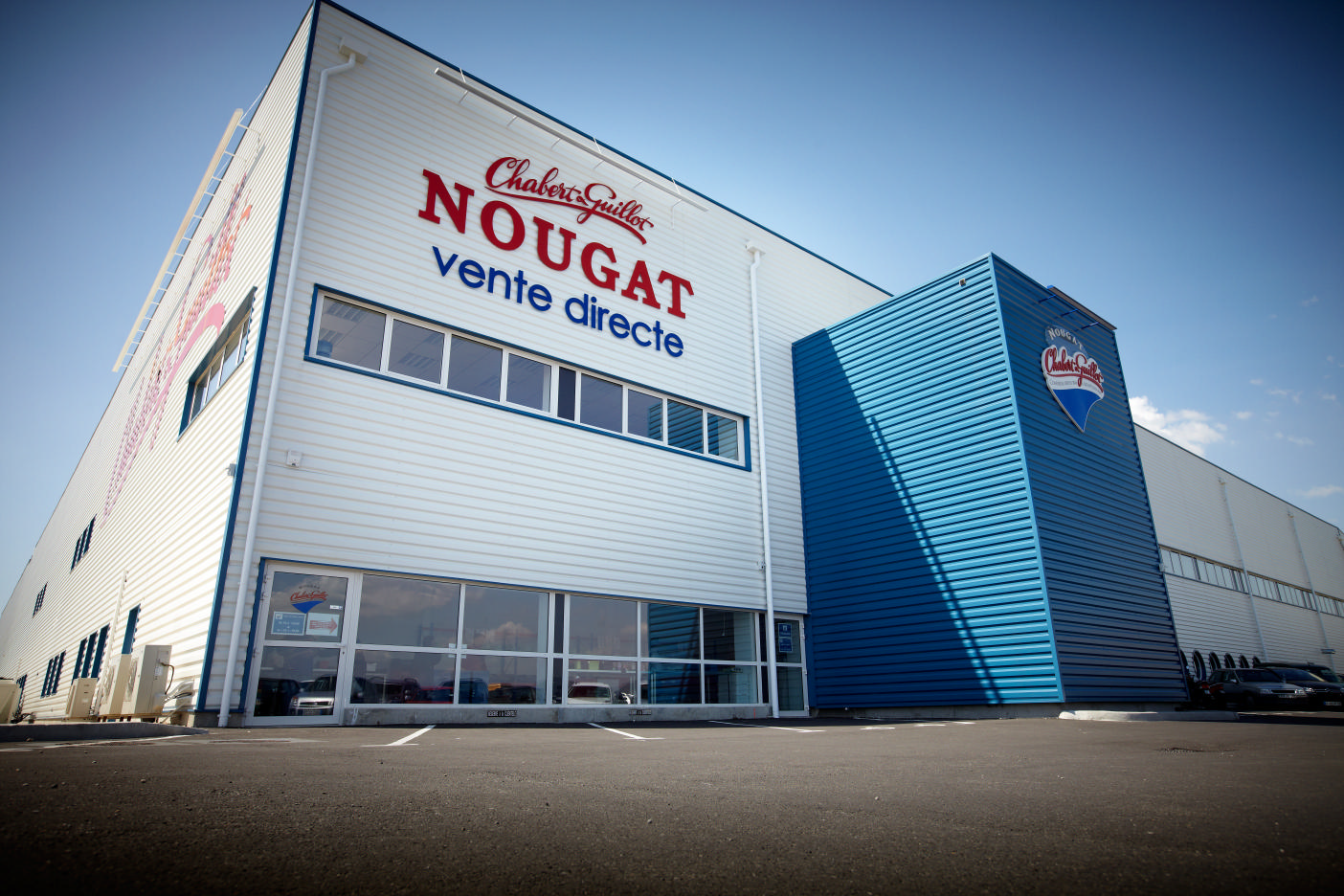
Nouvelle usine de la société Nougat Chabert et Guillot depuis 2009

En juillet 2003, la société Nougat Delavant rejoint le groupe NCG+.
En août 2009, Nougat Chabert & Guillot regroupe toutes ses activités dans une nouvelle usine de 10 000 m2 , en ZAC des Portes de Provence à Montélimar.
En 2010, Chabert & Guillot a obtenu les certifications ISO 9001, IFS et BRC, Ecocert et Cachère.
Depuis le 1er janvier 2010, François Roelens (directeur général) a succédé à Didier Chabert qui s'est mis en retraite.

## Marques et produits
Cette société a développé plusieurs produits et déposé les brevets à l'INPI tel que celui du nougat liquide. Nougat Chabert et Guillot est aussi une marque commerciale. 

### Provenance et qualité des produits agricoles transformés par la société
- Albumine d’œuf ;
- Amandes douces ;
- Pistaches (Sicile) ;
- Saccharose ;
- Glucose ;
- Miel ;
- Fécule de pomme de terre ;
- Eau ;
- Huile de tournesol ;
- Arôme naturel saveur vanille[11]

### Méthodes de fabrication

#### Nougats de Montélimar Chabert et Guillot
Comme d'autres nougatiers, l'entreprise Nougat Chabert et Guillot est obligée de se conformer au cahier des charges du nougat de Montélimar. Celui-ci a été pensé par le groupement des nougatiers dans leur demande d'une reconnaissance de la dénomination nougat de Montélimar.[réf. souhaitée] La quantité adoptée par cette société concernant les produits agricoles emblématiques composant leur version de nougat de Montélimar est de :
- 30 % d'amandes ;
- 19 % de miel[11].

## Source
- Jean Durand, Le Nougat de Montélimar : Légende, Histoire, Portraits, La Mirandole - Pascal Dondez éditeur, septembre 1993, 1re éd., 243 p. (lire en ligne)